# Peter Bruch
Peter Bruch (Berlino Est, 25 settembre 1955) è un ex nuotatore tedesco orientale.

## Carriera
Specializzato nello stile libero, vinse la medaglia di bronzo nella 4x100m stile libero ai Giochi Olimpici di Monaco 1972.

## Palmarès
- Giochi olimpici estivi

Monaco di Baviera 1972: bronzo nella 4x100m sl.
- Mondiali

Belgrado 1973: bronzo nella 4x100m sl.